# Subvenció
En comptabilitat pública és tot desplaçament patrimonial que té per objecte un lliurament dinerari o en espècie entre els diferents agents de les administracions públiques, i d'aquests a altres entitats públiques, privades i particulars, així com les realitzades per aquestes a una administracions públiques, totes elles sense contrapartida directa per part dels ens beneficiaris; afectat a un fi, propòsit activitat o projecte específic (en això es diferencia de la transferència); amb obligació per part del destinatari de complir les condicions i requisits que s'haguessin establert o, en cas contrari, procedir al seu reintegrament.

## Tipus
Les subvencions corrents són aquelles que es destinen a finançar operacions corrents concretes i específiques. Poden classificar-se al seu torn en: subvencions d'explotació i altres subvencions corrents.
Dins de les subvencions corrents hi ha les subvencions d'explotació que es concedeixen normalment per una Administració Pública i excepcionalment per un particular, a una unitat productora de béns i serveis destinats a la venda amb la finalitat d'influir en els preus o permetre una remuneració suficient dels factors de producció, així com compensar resultats negatius d'explotació produïts durant l'exercici.
Les de subvencions de capital tenen per finalitat mediata o immediata, el finançament d'operacions específiques i concretes de formació bruta de capital fix, de tal manera que la seva concessió implica que el beneficiari ha d'adquirir o construir actius fixos determinats prèviament, sinó que pot tenir tant la forma de lliurament de fons com la de béns de capital ja formats; així mateix la finalitat pot ser la compensació de resultats negatius acumulats o la cancel·lació o minoració d'elements de passiu.